# 2023 a sportban
2023 a sportban a 2023-es év fontosabb sporteseményeit tartalmazza.

## Események

### Január
| Dátum                              | Sportág          | Esemény                                            | Helyszín                                                                            |
| ---------------------------------- | ---------------- | -------------------------------------------------- | ----------------------------------------------------------------------------------- |
| január 2.                          | Jégkorong        | 2023-as NHL Winter Classic                         | Amerikai Egyesült Államok, Massachusetts, Boston, Fenway Park                       |
| 2022 .december 26.–2023. január 5. | Jégkorong        | 2023-as U20-as jégkorong-világbajnokság            | Kanada, Új-Brunswick, Moncton és Új-Skócia, Halifax                                 |
| január 6–8.                        | Gyorskorcsolya   | 2023-as gyorskorcsolya-Európa-bajnokság            | Hamar, Norvégia                                                                     |
| 2022. december 29.–2023. január 8. | Tenisz           | 2023-as United Cup                                 | Ausztrália, Queensland, Brisbane, Nyugat-Ausztrália, Perth, és Új-Dél-Wales, Sydney |
| január 11–29.                      | kézilabda        | 2023-as férfi kézilabda-világbajnokság             | Svédország, Lengyelország                                                           |
| január 12–22.                      | Téli Universiade | 2023. évi téli universiade                         | Lake Placid, Egyesült Államok                                                       |
| január 16–29.                      | Tenisz           | 2023-as Australian Open                            | Melbourne, Ausztrália                                                               |
| január 22–25.                      | Téli EYOF        | 2023. évi téli európai ifjúsági olimpiai fesztivál | Friuli-Venezia Giulia régió, Olaszország                                            |
| január 23–29.                      | Műkorcsolya      | 2023-as műkorcsolya- és jégtánc-Európa-bajnokság   | Espoo, Finnország                                                                   |

### Február
| Dátum                 | Sportág          | Esemény                              | Helyszín                           |
| --------------------- | ---------------- | ------------------------------------ | ---------------------------------- |
| február 3–5.          | Kerékpár         | 2023-as terepkerékpár-világbajnokság | Hoogerheide, Hollandia             |
| február 5–19.         | Síelés           | 2023-as alpesisí-világbajnokság      | Courchevel, Meribel, Franciaország |
| február 6–19.         | Biatlon          | 2023-as biatlon-világbajnokság       | Oberhof, Németország               |
| február 12.           | Amerikai futball | Super Bowl LVII                      | Glendale, Egyesült Államok         |
| február 19.           | kosárlabda       | 2023-as NBA All Star-gála            | Salt Lake City, Egyesült Államok   |
| február 21–március 5. | Síelés           | 2023-as északisí-világbajnokság      | Planica, Szlovénia                 |

### Március
| Dátum                 | Sportág                    | Esemény                                           | Helyszín                      |
| --------------------- | -------------------------- | ------------------------------------------------- | ----------------------------- |
| március 2–5.          | Atlétika                   | 2023-as fedett pályás atlétikai Európa-bajnokság  | Isztambul, Törökország        |
| március 2–5.          | Gyorskorcsolya             | 2023-as gyorskorcsolya-világbajnokság             | Heerenveen, Hollandia         |
| március 2–14.         | Sakk                       | 2023-as sakk-Európa-bajnokság                     | Vrnjačka Banja, Szerbia       |
| március 5–15.         | Sportlövészet              | 2023-as 10 méteres Európa-bajnokság               | Tallinn, Észtország           |
| március 10–12.        | Rövidpályás gyorskorcsolya | 2023-as rövidpályás gyorskorcsolya-világbajnokság | Szöul, Dél-Korea              |
| március 15–31.        | Ökölvívás                  | 2023-as női ökölvívó-világbajnokság               | Új-Delhi, India               |
| március 18–30.        | Sakk                       | 2023-as női sakk-Európa-bajnokság                 | Budva, Montenegró             |
| március 20–26.        | Műkorcsolya                | 2023-as műkorcsolya- és jégtánc-világbajnokság    | Szaitama, Japán               |
| március 22–26.        | Karate                     | 2023-as karate-Európa-bajnokság                   | Guadalajara, Spanyolország    |
| március 31–április 1. | Szinkronkorcsolya          | 2023-as szinkronkorcsolya-világbajnokság          | Lake Placid, Egyesült Államok |

### Április
| Dátum               | Sportág    | Esemény                                    | Helyszín                      |
| ------------------- | ---------- | ------------------------------------------ | ----------------------------- |
| április 1–9.        | Curling    | 2023-as férfi curling-világbajnokság       | Ottawa, Kanada                |
| április 5–16.       | Jégkorong  | 2023-as IIHF női jégkorong-világbajnokság  | Brampton, Kanada              |
| április 7–30.       | Sakk       | 2023-as sakkvilágbajnokság                 | Asztana, Kazahsztán           |
| április 1–16.       | Torna      | 2023-as tornász-Európa-bajnokság           | Antalya, Törökország          |
| április 15–23.      | Súlyemelés | 2023-as súlyemelő-Európa-bajnokság         | Jereván, Örményország         |
| április 15–május 1. | Snooker    | 2023-as snooker-világbajnokság             | Sheffield, Egyesült Királyság |
| április 17–23.      | Birkózás   | 2023-as birkózó-Európa-bajnokság           | Zágráb, Horvátország          |
| április 22–29.      | Curling    | 2023-as vegyespáros curling-világbajnokság | Kangnung, Dél-Korea           |

### Május
| Dátum               | Sportág   | Esemény                               | Helyszín                             |
| ------------------- | --------- | ------------------------------------- | ------------------------------------ |
| május 12–28.        | Jégkorong | 2023-as IIHF jégkorong-világbajnokság | Tampere, Finnország Riga, Lettország |
| május 28–június 11. | Tenisz    | 2023-as Roland Garros                 | Párizs, Franciaország                |

### Június
| Dátum | Sportág | Esemény | Helyszín |
| ----- | ------- | ------- | -------- |
|       |         |         |          |

### Július
| Dátum                    | Sportág    | Esemény                              | Helyszín                   |
| ------------------------ | ---------- | ------------------------------------ | -------------------------- |
| július 3–16.             | Tenisz     | 2023-as wimbledoni teniszbajnokság   | London, Egyesült Királyság |
| július 3–25.             | Sakk       | Női sakkvilágbajnoki döntő           | Sanghaj, Csungking Kína    |
| július 14–30.            | Úszás      | 2023-as úszó-világbajnokság          | Fukuoka, Japán             |
| július 20.–augusztus 20. | Labdarúgás | 2023-as női labdarúgó-világbajnokság | Új-Zéland, Ausztrália      |
| július 30.–augusztus 24. | Sakk       | 2023-as sakkvilágkupa                | Baku, Azerbajdzsán         |

### Augusztus
| Dátum                       | Sportág  | Esemény                          | Helyszín                            |
| --------------------------- | -------- | -------------------------------- | ----------------------------------- |
| augusztus 19–27.            | Atlétika | 2023-as atlétikai világbajnokság | Budapest, Magyarország              |
| augusztus 28–szeptember 10. | Tenisz   | 2023-as US Open (tenisz)         | New York, Amerikai Egyesült Államok |

### Szeptember
| Dátum | Sportág | Esemény | Helyszín |
| ----- | ------- | ------- | -------- |
|       |         |         |          |

### Október
| Dátum                  | Sportág | Esemény                  | Helyszín                    |
| ---------------------- | ------- | ------------------------ | --------------------------- |
| október 25–november 5. | Sakk    | 2023-as FIDE Grand Swiss | Douglas, Egyesült Királyság |

### November
| Dátum | Sportág | Esemény | Helyszín |
| ----- | ------- | ------- | -------- |
|       |         |         |          |

### December
| Dátum           | Sportág    | Esemény                         | Helyszín     |
| --------------- | ---------- | ------------------------------- | ------------ |
| december 12–22. | Labdarúgás | 2023-as FIFA-klubvilágbajnokság | Szaúd-Arábia |

## Halálozások
- március 28. – Manfred Schaefer, németországi születésű, ausztrál válogatott labdarúgó, edző (* 1943)
- május 14. – Fernando Olivella, U18-as és felnőtt Európa-bajnok spanyol válogatott labdarúgó (* 1936)
- június 21. – Guillermo Escalada, Copa América bajnok uruguayi válogatott labdarúgó (* 1936)
- július 9. – Luis Suárez Miramontes, Európa-bajnok és aranylabdás spanyol válogatott labdarúgó, edző (* 1935)